# SIPO

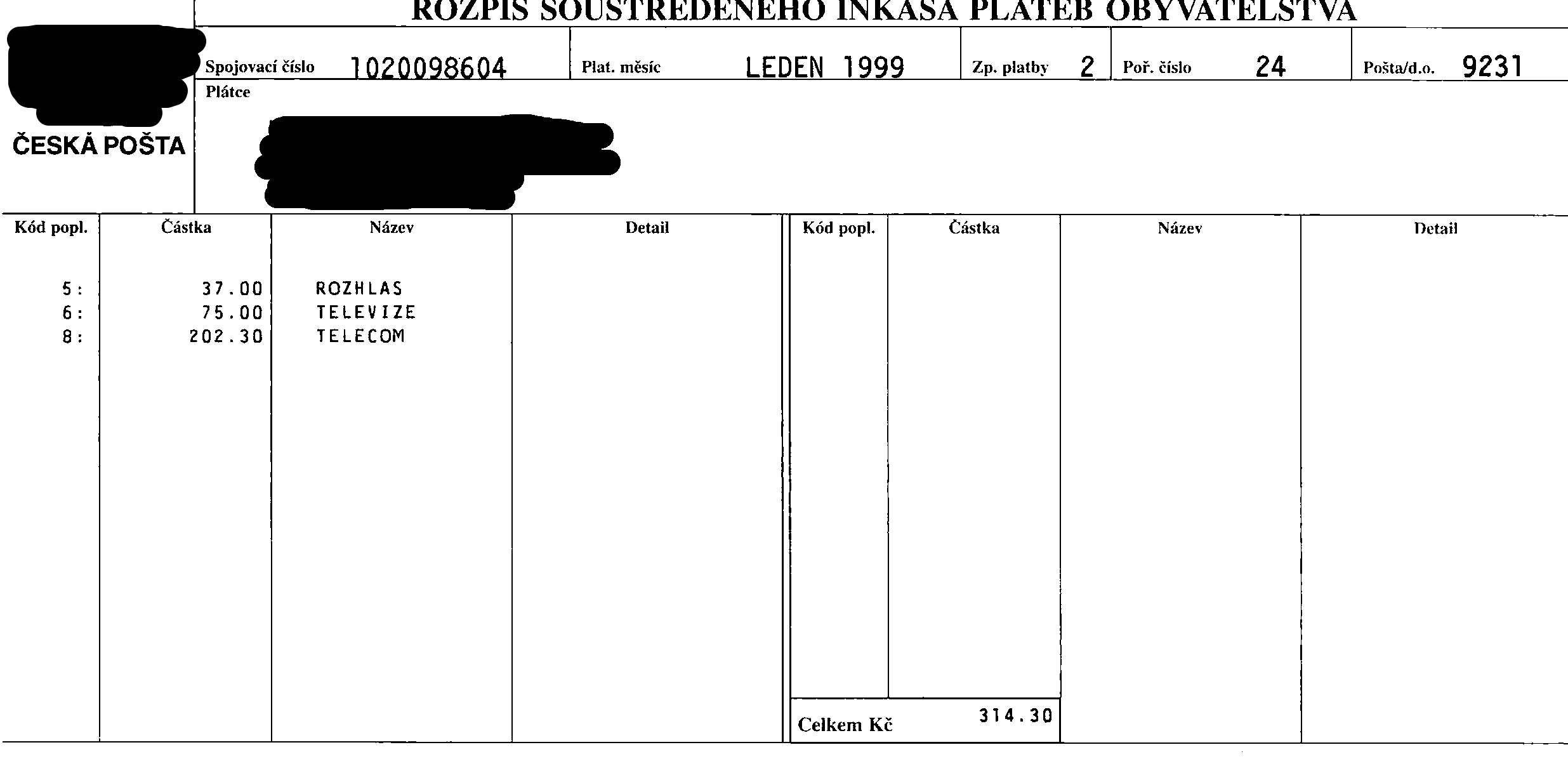
Rozpis SIPO z roku 1999

SIPO (dříve Sdružené inkaso plateb obyvatelstva, nyní[kdy?] Soustředěné inkaso plateb obyvatelstva) je služba poskytovaná Českou poštou.
Tato služba umožňuje sdružit několik pravidelných inkasních příkazů od různých společností (např. za telefon, nájem, televizi, stravné apod.) do jediné platby, kterou strhne z účtu plátce. Plátci je přiděleno spojovací číslo, které stačí oznámit poskytovatelům služeb, kteří pak prostřednictvím SIPO dostávají peníze za své služby. 
Poskytovatel služeb zašle každý měsíc České poště hromadný požadavek na inkasa od občanů, se kterými má sjednáno placení přes SIPO. Česká pošta pak zařídí inkaso od jednotlivých občanů a sumu inkasovaných plateb převede poskytovateli.
SIPO využívaly v polovině roku 2022 celkem tři miliony lidí.
Snížení počtu inkas z účtu na jedinou platbu bylo výhodné pro klienty bank, kteří za provedení inkasní platby platili poplatky. Nyní ale banky již většinou nabízejí běžné účty bez poplatků a SIPO je využíváno ze setrvačnosti nebo kvůli úspoře starostí o platby.

## Historie

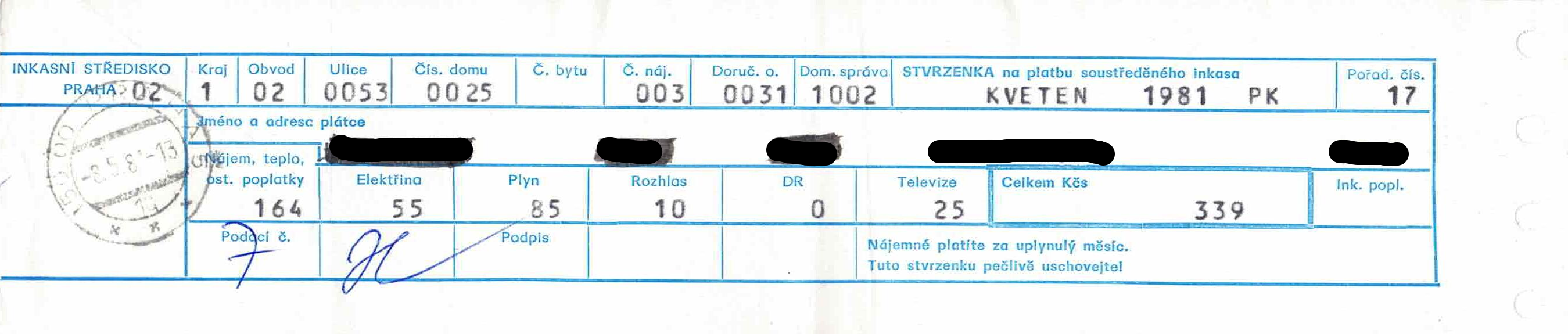
Vyplněná stvrzenka SIPO v roce 1981

SIPO zavedla tehdejší Československá pošta v roce 1964, aby odlehčila administraci velkého množství poštovních poukázek. Služba byla poskytována zcela zdarma a stát podporoval její rozšíření.
Přibližně od roku 2005 je možno si nechat zasílat výpis SIPO místo papírové formy do poštovní schránky na e-mailovou adresu ve formě PDF. 
Od 1. 3. 2018 se služba SIPO řídí Zákonem o platebním styku č. 370/2017 Sb.
Od října 2021 je služba České pošty za rozeslání rozpisu bezhotovostních plateb SIPO do schránek uživatelů zpoplatněna částkou 25, později 15 Kč. 
Od října 2022 je služba za zaslání dokladu e-mailem zpoplatněna částkou 5 Kč.
V lednu 2023 Česká pošta sdělila podezření na zneužití služby SIPO od jednoho příjemce. Dotčeno bylo asi 4000 plátců. Podle ČTK jde o společnost Tran Warehouse. Pokud plátce odmítá uhradit některou z položek na Platebním dokladu SIPO, může poštu požádat o vystavení Platebního dokladu SIPO na vybrané platby (za poplatek) a platbu bez určité konkrétní položky uhradit.